# 鋼鐵雄心II
《钢铁雄心II》为战略游戏，是《钢铁雄心》的加强版续作。游戏背景被设定在1936年第二次世界大戰时期。并允许控制175个国家，几乎涵盖了当时所有的政权。游戏由Paradox Development Studio开发，由Paradox Interactive公司发布。主要游戏开发者为Johan Andersson。2006年4月，Paradox Interactive再推出《钢铁雄心II》资料片《钢铁雄心II：末日战役》，加入了第三次世界大战剧情及编辑器。在2007年4月，《钢铁雄心II：决战》进一步延长了游戏时限，可以持续到1964年。

## 游戏介绍
此游戏的操作十分特殊。 
你所扮演的是一个国家的元首，操纵着一切有关于这个国家的大事小情，本作更加的真实化，AI比《钢铁雄心》更加的智能，更真实地模拟了二战时的国际局势。
较之钢铁雄心，本作的经济系统更为简单。你所在国家的生产能力与领土大小和生产各种货物的能力以及工厂的数量有关。你所在的领土能给你带来油料、能量、金属和稀有材料等资源。工厂可以使用这些资源生产工业点，然后可用以建造、供应以及替换。剩余的点还可以产生现金，这些可用以技术上的研究和外交。而且产品的供应的与连结的系统的仓库都能够得到玩家的监控。你可以选择连续或者间歇性地生产你所需的商品，然后就能获得一定的奖励。不过在生产方面不能够搞极端，因为你的人民还需要食品供给有待你去生产。同样，你的军队也能够得以升级。与前作形成鲜明对比的是，本作的生产方面的自动化大大地提高了。这样玩家可以将注意力更多地集中在军事策略上。
此游戏前有“新手指南”，容易新手上手。大多数玩家选择的是DA1.3版。

## 游戏方式

### 内政
游戏中，玩家可以在外交界面选择自己国家的内政方针（国策），不过值得注意的是，一年只能对一方面进行值为1的调整。打开f12控制板输入“freedom”即可自由调整国策，再次输入一次“freedom”即可关闭自由调整。国策调整必须依照选定国家的意识形态来调整，否则不能得到最优的效果。国策的双方都各有好处，也各有缺点，需要玩家灵活调整。有时，调整国策会修改国家元首，比如德国的民主值过高则会使兴登堡再次上台。另外，一些国家的某项国策不能拉到底，比如独裁国家不能过于民主等等。
内政方针有一下几点：
- 民主制度/独裁制度
- 左翼/右翼
- 开放社会/保守社会
- 自由市场/计划经济
- 常备军制/征兵制度
- 鹰派/鸽派
- 干涉主义/孤立主义

玩家作为国家的元首，可以自由更换部长。部长一般都有某项加成，这需要玩家自己掌握。有内阁成员国家元首、政府首脑、外交部长、军械部长、安全部长、情报部长、参谋总长、陆军司令、海军司令和空军司令等。
国家意识形态有国家社会主义、法西斯主义、独裁主义、左翼激进主义、列宁主义、斯大林主义、社会保守主义、贸易自由主义、社会自由主义和社会民主主义。某些过于民主的主义不能够加入任何一军事联盟，除非有足够高的战争倾向，例如芬兰等。

中華民國內閣

### 资源
游戏中，共有9种资源。6种一般资源为能源（电力）、稀有资源（橡胶）、金属（钢材）、石油、钱和补给品，3种特殊资源为人力（兵员）、IC（工业点）和TC（运输能力点）。
其中，能源、稀有资源、金属和石油为省份所生产的，供国家工业所使用；钱是系统自动生成的，补给品则是由分配IC生产。能源或稀有资源不足，会引起IC暂时短缺。石油不足，需要石油的军队就行进缓慢。金属不足，则会使生产的产品暂时延迟。钱可以用于科研，金钱不足会使科研停滞。补给品不足会造成军队的士气下降等。人力不足，则会无法生产军队。地图上自己的领土每一个工厂都是一点IC，默认的无修正情况下，核心领土的IC会全部为你所用，占领区的IC会有20%为你所用。TC则直接取决于IC点数，每拥有1点IC会同时拥有1.5点TC，而不会占用IC总量。1IC需要2能源、1金属和0.5稀有资源，任何一项不足，都会使可用IC下降直到有足够的能源、金属或稀有资源才恢复。TC不足则会造成玩家的部队移动速度下降及补给困难，预备役的军队会消耗大量的TC，所以一建好预备役军队就要放置在省份上。
6种一般资源可以与他国贸易，而3种特殊资源无法贸易。

### IC分配
对于玩家来说IC分配使一件很重要的事情，在屏幕的右上角会有一个工厂图标和3个值。第一个值是所浪费的IC值，就是用于生产、增援和升级的IC过多的数；而派用过多的IC生产生活消费品和补给品则不会显示在浪费IC值中，因为过多的IC值生产这两种物品可以有好处，过多的生活消费品可以降低不满度，而过多的补给品则会存储起来。
一般来说，IC不足时优先生产生活消费品、补给品和增援，剩下的IC值用来生产产品和升级军队。另外不要让ai自动分配IC，那样会搞得民怨四起、军队不满，将事情交给ai是不负责任的。

### 地图界面
屏幕的正上方资源值底下是5个操作。第一个界面是地图界面。
地图界面的左下角有好几种地图方式，例如地形地图、政治地图和气候地图等。左侧栏上方有5个图标，分别为省份、陆军、海军、空军和预备役部队。
主要用到预备役部队的图标。预备役陆军可以安排到和你的首都能有你本国领土相连的省份。海军可以安排在与你的首都有本国领土相连、并有海军基地的省份。每一个沿海的省份都有港口，但是海军必须有一个海军基地，海军以海军基地为活动半径。一部分省份有海军基地，海军基地可以作为产品建造。空军必须在空军基地里安排，空军基地也可以作为产品建造。
地形有平原、丘陵、山地、沙漠、丛林、沼泽、森林和城市。

### 情报服务
在da版本中，情报服务是自动安插间谍的，你只需要命令任务和增加/减少碟报预算。
间谍任务需要金钱，而对于越强大的国家做任务花费钱财越多，并且越不可能成功。

### 生产
在生产页面里可以安排IC分配。
可以生产陆军师、海军舰、空军大队、加强旅、海军基地、空军基地、反应堆等等。生产产品必须拥有相应的技术。每个国家的技术起步是不一样的。
生产产品需要IC值，用分配到“生产”的IC值。

### 科技
每个国家的科技起步不一样，并且研发槽也是不同数量的，重要国家拥有5个，而小国拥有少。
研发科技必须在研发槽内指定人选来研发，但是研发需要的技术必须对口，否则会延长研发时间。
研发早于实际，会延长研发时间，反之则会缩短。

## 战争
战争是该游戏的核心。最小的独立陆军单位是“师”，而加强旅是挂在师上的，一个师只能挂一个加强旅。海军最小单位师一艘舰艇。最小的空军独立单位是“大队”。
一个集团军可以拥有数个师，但是须指派有指挥能力的将领，若是师的数量超出将领的指挥能力，作战效率会下降75%。

### 军队

#### 陆军
陆军师包括步兵师、山地师、海军陆战师、卫戍师、民兵师、空降师、骑兵师、摩托化步兵师、机械化步兵师、轻装甲师和中装甲师等。
在特殊地形作战，普遍会有惩罚。
陆军旅包括工兵加强旅、装甲加强旅、炮兵加强旅、重装甲加强旅、反坦克加强旅、防空炮加强旅和宪兵加强旅。
步兵师是最基本的陆军师，是作战的主力军。
山地师在山地作战有加成，也可以抗严寒，是冬天进攻苏联的用处。
海军陆战师在两栖作战中有加成。
卫戍师不可以用来进攻，只可以用来反游击和防御，卫戍师很善于反游击。一般来说，在非核心领土就有游击的可能。
民兵师需要的IC较少，是中华民国等IC缺乏国家作战的主力军，当然民兵师的作战能力也较弱。
空降师可以挂载在运输机内，可以进行空降作战。
骑兵师的移动速度较快。在摩托化步兵师未研究出时可以代替摩步。
摩托化步兵师移动速度较快，是进行包围的用途。
机械化步兵师移动速度更快，并且作战能力也有加强。
装甲师是坦克师，作战有加成并速度较快，但是在森林、丘陵和山地等地区作战有巨大惩罚并且速度较慢。轻装甲师比中型装甲师作战能力较弱但是建造IC较少。
在地图上，玩家可命令军队移动、攻击、协同攻击和协同防御等任務。当军队移动到边境时，战斗就展开了。当进攻者成功地抵达目標地，就自动占领该地。因此，玩家可以通过长线式占领敌人的领土进行闪电战，但执行闪电战的部队在不断行军时，将造成组织度耗损，同时也有补给缺乏的危险。

#### 海军
海军单位包括运输舰、航空母舰、战列舰、战列巡洋舰、重巡洋舰、轻巡洋舰、驱逐舰、潜艇。每艘战舰都有不同的战斗力、速度、射程等能力。海战能模拟船只的射程，只有当敌舰进入射程时，才能炮击。航母的射击范围有几百公里，所以除非敌人没有搭配足够的护卫舰，战列舰就不能碰到航母的。而当主力舰缺少足够的护卫舰来护卫、检索敌人时，主力舰就必须自己寻找敌人，无法发挥射程优势，尤其主力舰被发现度很高，"索敌范围"窄，因此要是没有足够多的护卫舰，主力舰的战斗力就非常低。这使海战更为复杂，更有必要编组船舰。

#### 空军
空军单位包扩战略轰炸机、战术轰炸机、俯冲攻击机、海军轰炸机、护航机（挂载）、拦截机、战斗机和运输机等。这些战机能够执行不同的任务，包括：夺取制空权、攻击补给线、战略轰炸、攻击舰艇、空中协同攻击和袭击运输舰等。
在研发出核能后，玩家可以使用核武器攻击对手。核弹载具为飞弹或者战略轰炸机。战略轰炸机需要组织度全满，但飞弹不需要。

#### 飞弹
在研发出飞弹相关技术后，玩家可使用飞弹及火箭执行攻击补给线或战略轰炸的功能。火箭会随着研发而更新成距离更远并且破坏力更强的飛彈。再配合核弹，洲际导弹可以直接由本国毀灭另一洲的国家。

### 将领加成

#### 领导能力
- 将领等级：陆军将领每级+5%效率，海军及空军将领每级+2%效率。
- 集团军超编：超编师作战效率-75％（海、空-25%）。
- 部队经验：增加一半的作战效率。

#### 战术状态
- 奇袭：一方成功，对手作战效率-20%（攻击方和防御方都可能被奇袭）。
- 夹击：守军-10%*(n-1)，n为攻击路数。
- 侧翼被袭：除最初的战斗外其余战斗减少25%作战效率。
- 包围：减少10%作战效率。
- 补给缺乏：减少20%作战效率。
- 补给效率低于100%：减少的效率为(100-N)/2，N为当前的补给效率。
- 混编部队：+5%进攻效率，+15%防御效率。

战壕优势：1%*n，n是战壕等级（0∼10），空对陆最多减少60%效率。静止的防御部队会自动挖掘战壕，战斗不会中止。每天升一级别，最大10，部队一旦移动，战壕作废。
防御工事（陆或海）惩罚：(攻击方)-[(9%*n)+(9%*n*m)]，n是工事等级，m是该单位在进攻堡垒時的效率减少，如步兵是10%，摩托化步兵是20%，效率最多减少99%

#### 陆军将领特技
- 攻坚专家：防御工事减少的进攻效率减半
- 进攻专家：进攻时效率增加10%
- 防御专家：防御時效率增加10%
- 保守派：部队战斗获得经验只有正常经验的1/3
- 特种作战专家：指挥特种兵，+5%作战效率（攻防），指挥非特种兵，-5%作战效率（攻防）
- 装甲专家：指挥装甲师和机步师，+10%作战效率（攻防）
- 奇袭专家：增加奇袭机会
- 工程专家：减少进攻时渡河惩罚20%
- 后勤专家：减少未移动状态下的单位补给、燃料需求25%
- 冬季专家：增加冰冻气候的效率20%，降雪时+25%效率

另外还有对应各种地形或战术的特技，这些特技战斗的过程中随机获得。地形上如：沙漠战专家、丘陵战专家、丛林战专家、山地战专家、巷战专家，以上特技会增加所属部队在该地形的效率10%。

#### 海军将领特技
- 高级战术专家：增加效率10%(攻防)
- 海狼战专家：增加潜艇效率10%
- 反封锁专家：减少被敌方发现的几率
- 侦察专家：增加发现敌方的几率

#### 空军将领特技
- 高级战术专家：同海军将领特技
- 侦察专家：同海军将领特技
- 装甲猎杀专家：密接支援和空中封锁效率+10%
- 舰艇攻击专家：增加攻击船只以及港口的效率10%
- 战略轰炸专家：增加轰炸的效率10%
- 夜战专家：增加夜战的效率20%

国民不满度惩罚：减少作战效率2%
游戏难度惩罚：（只对玩家）
- Very easy +20%
- Easy +10%
- Normal 0
- Hard -10%
- Very Hard -20%

附表：
| 行动效率 | 步兵师 | 骑兵师 | 摩托化步兵师 | 机械化步兵师 | 轻型装甲师 | 装甲师 | 空降兵师 | 海军陆战师 | 山地师 | 卫戍师 | 指挥部 | 民兵师 |
| -------- | ------ | ------ | ------------ | ------------ | ---------- | ------ | -------- | ---------- | ------ | ------ | ------ | ------ |
| 沙漠     | -33%   | -70%   | -33%         | -33%         | -33%       | -33%   | -33%     | -33%       | -33%   | -33%   | -33%   | -33%   |
| 山地     | -33%   | -33%   | -50%         | -50%         | -50%       | -50%   | -33%     | -33%       | 0%     | -33%   | -33%   | -33%   |
| 丘陵     | -15%   | -15%   | -15%         | -15%         | -15%       | -15%   | -15%     | -5%        | 0%     | 5%     | 5%     | 5%     |
| 森林     | -15%   | -15%   | -15%         | -15%         | -15%       | -15%   | -15%     | -15%       | -15%   | -15%   | -15%   | -15%   |
| 丛林     | -33%   | -33%   | -70%         | -70%         | -70%       | -70%   | -33%     | -15%       | -33%   | -33%   | -33%   | -33%   |
| 沼泽     | -33%   | -33%   | -70%         | -70%         | -70%       | -70%   | -33%     | -15%       | -33%   | -33%   | -33%   | -33%   |
| 城市     | 10%    | -20%   | -20%         | -20%         | -20%       | -20%   | 10%      | 10%        | 10%    | 10%    | 10%    | 10%    |

天时（海军及空军不受影响）
| 行动效率 | 步兵师 | 骑兵师 | 摩托化步兵师 | 机械化步兵师 | 轻型装甲师 | 装甲师 | 空降师 | 海军陆战师 | 山地师 | 卫戍师 | 指挥部 | 民兵师 |
| -------- | ------ | ------ | ------------ | ------------ | ---------- | ------ | ------ | ---------- | ------ | ------ | ------ | ------ |
| 暴风雪   | -70%   | -70%   | -70%         | -70%         | -70%       | -70%   | -70%   | -70%       | -60%   | -70%   | -70%   | -70%   |
| 下雪     | -35%   | -35%   | -35%         | -35%         | -35%       | -35%   | -35%   | -35%       | 0%     | -35%   | -35%   | -35%   |
| 冰冻     | -60%   | -60%   | -60%         | -60%         | -60%       | -60%   | -60%   | -60%       | 0%     | -60%   | -60%   | -60%   |
| 下雨     | -10%   | -10%   | -10%         | -10%         | -10%       | -10%   | -10%   | -10%       | -10%   | -10%   | -10%   | -10%   |
| 暴风雨   | -25%   | -25%   | -25%         | -25%         | -25%       | -25%   | -25%   | -25%       | -25%   | -25%   | -25%   | -25%   |
| 泥泞     | -50%   | -50%   | -150%        | -150%        | -150%      | -150%  | -50%   | -50%       | -50%   | -50%   | -50%   | -50%   |
| 夜晚     | -15%   | -15%   | -15%         | -15%         | -15%       | -15%   | -15%   | -15%       | -15%   | -15%   | -15%   | -15%   |

## 争议和审查
游戏中，德国国旗为1918年停用的德意志帝國國旗，而非纳粹逆萬字旗。这可以解释为德国政府禁止公开展示逆万字旗。此外，尽管德国没有相关的法律，但在德语游戏中，如阿道夫·希特勒、赫尔曼·戈林、海因里希·希姆莱等的照片都遭移除，他们的名字也遭到修改。
游戏中，可以非直接的创立党卫军。当德国生产机步师、装甲师和摩步师时，有時候会自动命名为“'数字' SS division”。（注：SS 即 Schutzstaffel 缩写，意即党卫军。）

## 版本
有DA版、DD版和DH版。